# 市原市立姉崎中学校
市原市立姉崎中学校（いちはらしりつ あねさきちゅうがっこう）は、千葉県市原市姉崎にある公立中学校。文部科学省の学校コードはC112210002137、旧学校調査番号は123907で、教育開発出版の所属中学校コードは120194。通称は姉中（あねちゅう）。

## 概要
1947年の学校教育法発布と同時に姉崎小学校から分離した中学校である。一度移転しており，旧敷地には現在，市原市立姉崎公民館と市原市役所姉崎支所及び姉崎認定こども園がある。昭和中期から後期にかけての生徒数増加により市原市立有秋中学校、市原市立姉崎東中学校、市原市立千種中学校を分離している。また、姉崎中学校と姉崎東中学校は中学校同士の距離が市内で最も小さく、その敷地間の距離は約7mほどとなっている

## 沿革

### 概歴
学校教育法施行により1947年（昭和22年）に姉崎町立姉崎小学校から分離して姉崎町立姉崎中学校として開校した。当初は姉崎小学校を仮校舎としていたが、その後姉崎2150番地に移転している。1955年（昭和30年）には五井町立千種中学校〈初代〉を五井町立五井中学校と分割して併合した。1963年（昭和38年）に市原市の発足に伴って市原市立姉崎中学校となった。1973年（昭和48年）には校舎建て替えに伴う校地移転により姉崎2156番地に移転した。その後、生徒数増加により1978年（昭和53年）に市原市立有秋中学校、1983年（昭和58年）に市原市立姉崎東中学校、1986年（昭和61年）に市原市立千種中学校〈2代目〉を分離している。

### 年表
- 1947年（昭和22年） - 姉崎町立姉崎中学校として開校[5]。
- 1955年（昭和30年） - 千種村立千種中学校を五井町立五井中学校と分割併合[6]。
- 1963年（昭和38年）5月1日 - 市原市市政施行に伴い市原市立姉崎中学校に[6]。
- 1973年（昭和48年）5月31日 - 新校舎の供用が開始され翌日に移転[6]。
- 1978年（昭和53年） - 市原市立有秋中学校を分離[6]。
- 1983年（昭和58年） - 市原市立姉崎東中学校分離。敷地は道を挟んで隣にある[6]。
- 1988年（昭和63年） - 市原市立五井中学校の一部と本校の一部から市原市立千種中学校分離[6]。

## 校則

### 校章
「姉中」の文字が中央に入り、下部には鶴が羽ばたいている。

### 校歌
校歌の作詞は川路柳虹、作曲は小林三千三。

### 制服
制服は以下の通りである。市原市内の姉崎東中学校、有秋中学校、東海中学校、千種中学校、双葉中学校、市原中学校、三和中学校、市東中学校、湿津中学校の各校の制服とは、校章以外でほとんど見分けがつかない。また、八幡中学校も制服変更前は同様の制服を着用していた。
1. 冬服
  - 男子：詰襟学生服（学ラン）
  - 女子：カフスとセーラーカラーに3本の白いラインが入った濃紺色のセーラー服、学年毎のスカーフ（1年生赤、2年生白、3年生青）
2. 夏服
  - 男子：Yシャツ、「Anesaki」のロゴが入った黒系ズボン
  - 女子：ブラウス、吊りスカート、学年毎のリボン（1年生赤、2年生水色、3年生青）

### 制定ジャージ
上下共に明るい空色に黄色のラインが入ったデザイン。襟やチャックはグレー系、名前枠の上に「ANESAKI」の文字が黄色で入る。

### 制定体操服
白色。

### その他
- 白系の学校指定ウインドブレーカー[3]
- 距離によっては自転車通学が可能である[3]。

## 施設

### 敷地
敷地の詳細は以下の通りである。
- 所在地：〒299-0111　千葉県市原市姉崎2156番地
- 所有者：市原市
- 敷地面積：37,588m2
- 用途地域：第一種低層住居専用地域
- 指定建蔽率：50%
- 指定容積率：100%
- 取得価格：1,226,245,000円

### 建物
敷地内の建物は以下の通りである。
| 棟番号 | 棟名称         | 構造 | 階数        | 延床面積   | 建築年 | 耐震   | 耐震       | Is値 | 備考 |
| ------ | -------------- | ---- | ----------- | ---------- | ------ | ------ | ---------- | ---- | ---- |
| 001    | 校舎-1         | RC造 | 地上4階建て | 3,879.00m2 | 1973年 | 旧基準 | 耐震工事済 | 0.72 |      |
| 002    | 校舎-2・3      | RC造 | 地上4階建て | 2,343.00m2 | 1973年 | 旧基準 | 耐震工事済 | 0.74 |      |
| 003    | 体育館         | S造  | 地上2階建て | 1,333.00m2 | 1976年 | 旧基準 | 耐震工事済 | 0.9  |      |
| 004    | 武道場         | S造  | 地上1階建て | 672.00m2   | 1986年 | 新基準 | 耐震性あり | 不明 |      |
| 005    | 校舎-2         | RC造 | 地上1階建て | 268.00m2   | 1973年 | 旧基準 | 耐震性あり | 2.55 |      |
| 006    | 渡り廊下ー1    | RC造 | 地上4階建て | 129.00m2   | 1973年 | 旧基準 | 耐震性あり | 0.79 |      |
| 007    | 脱衣室・更衣室 | S造  | 地上1階建て | 114.00m2   | 1976年 | 旧基準 | 不明       | 不明 |      |
| 008    | 倉庫・物置     | 木造 | 地上1階建て | 70.00m2    | 1989年 | -      | -          | -    |      |
| 009    | 倉庫・物置     | 木造 | 地上1階建て | 26.00m2    | 1982年 | -      | -          | -    |      |
| 010    | 校舎・園舎     | RC造 | 地上1階建て | 12.00m2    | 1975年 | 旧基準 | 不明       | 不明 |      |

### その他
- グラウンド
- プール
- テニスコート（クレー3面、コート上にマンホール有）

## 規模
1970年代から80年代にかけて爆発的に生徒数が増加した。姉崎東中学校を分離する前年の1982年には約45学級で1,500名ほどの生徒が在籍する大規模校であった。
2023年（令和5年）4月1日現在の学校規模は以下の通りである。
| 生徒数       | 297名    | 1年生    | 93名     |
| 生徒数       | 297名    | 2年生    | 100名    |
| 生徒数       | 297名    | 3年生    | 104名    |
| 学級数       | 18学級   | 18学級   | 18学級   |
| 通学区域面積 | 9.389km2 | 9.389km2 | 9.389km2 |

## 諸活動

### 部活動
- 野球部
- サッカー部
- 男子テニス部
- 女子テニス部
- 男子バスケ部
- 女子バスケ部
- 女子バレー部
- バドミントン部
- 剣道部
- 吹奏楽部
- 美術部

## 年間行事
- 10月 - 姉中祭

## 通学区域
以下の町丁字とその範囲を通学区域として指定している。
- 姉崎のほぼ全域
- 姉崎海岸
- 椎津の一部
- 姉崎西1 - 3丁目
- 姉崎東1 - 3丁目

## 通学区域内施設
通学区域内の主な施設は以下の通りである。
- 姉ケ崎駅
- イトーヨーカドー姉崎店
- 千葉県立姉崎高等学校
- 姉埼神社
- 妙経寺
- 椎津城跡
- 鶴牧藩庁跡
- JERA姉崎火力発電所
- 出光興産千葉製油所
- 日本板硝子千葉工場

## 小学校区

### 現在
- 市原市立姉崎小学校
- 市原市立明神小学校

### 推移
通学区域内であった小学校区の推移は以下の通りである。
| 1          | 2          | 3            | 4            | 5            | 6                | 7                  | 8                         |
| ---------- | ---------- | ------------ | ------------ | ------------ | ---------------- | ------------------ | ------------------------- |
| 姉崎小学校 | 姉崎小学校 | 姉崎小学校   | 姉崎小学校   | 姉崎小学校   | 姉崎小学校       | 姉崎小学校         | 姉崎小学校                |
| 姉崎小学校 | 姉崎小学校 | 姉崎小学校   | 明神小学校   | 明神小学校   | 明神小学校       | 明神小学校         | 明神小学校                |
| 姉崎小学校 | 姉崎小学校 | 姉崎小学校   | 明神小学校   | 青葉台小学校 | 青葉台小学校     | 姉崎東中学校に分離 | 姉崎東中学校に分離        |
| 有秋小学校 | 有秋小学校 | 有秋東小学校 | 有秋東小学校 | 有秋東小学校 | 有秋中学校に分離 | 有秋中学校に分離   | 有秋中学校に分離          |
| 有秋小学校 | 有秋小学校 | 有秋西小学校 |              |              | 有秋中学校に分離 | 有秋中学校に分離   | 有秋中学校に分離          |
|            | 朝山小学校 | 朝山小学校   | 千種小学校   | 千種小学校   | 千種小学校       | 千種小学校         | 千種中学校〈2代目〉に分離 |

1. 1947年度 - 1955年3月30日
2. 1955年3月31日 - 1966年度
3. 1967年度 - 1970年度
4. 1971年度 - 1974年度
5. 1975年度 - 1977年度
6. 1978年度 - 1982年度
7. 1983年度 - 1986年度
8. 1987年度 - 現在

## 隣接中学校区
- 市原市立姉崎東中学校
- 市原市立千種中学校
- 市原市立東海中学校
- 市原市立有秋中学校
- 袖ケ浦市立長浦中学校

## アクセス
- 姉ケ崎駅から徒歩15分
- 小湊鐵道バス
  - 「姉崎中学校前」下車、徒歩4分
- 日東交通
  - 「姉ヶ崎中前」下車、徒歩4分

## 出身有名人
- 岡島一正（政治家）
- 歌広場淳（歌手）